# آلما (ویسکانسین)
آلما، ویسکانسین  (به انگلیسی: Alma) شهری در شهرستان بوفالو ایالت ویسکانسین است که در سال ۱۸۸۵ بنیان‌گذاری شده‌است. این شهر طبق سرشماری سال ۲۰۱۰ میلادی ۷۸۱ نفر جمعیت داشته‌است.